# Giacomo Delaude
Giacomo Delaude (Milano, 4 aprile 1923 – ...) è stato un calciatore italiano, di ruolo difensore.

## Biografia
Milanese trapiantato ad Asti, fu calciatore a Roma e, nel dopoguerra, in Serie A con la maglia dell'Alessandria. Nell'aprile 1949 fu arrestato, condannato a «un mese e 15 giorni di reclusione con la condizionale» per «contrabbando» e subito messo in libertà: in una sua valigia erano stati ritrovati «126 pacchetti di sigarette privi del regolare bollo del monopolio».
La sua carriera calcistica proseguì al Sud, nei campionati minori.

## Caratteristiche tecniche
Giocava come terzino; una scheda dell'Alessandria, club nel quale militò per due stagioni, lo definiva «ambidestro».

## Carriera
La prima esperienza da calciatore di Delaude documentata risale agli anni della seconda guerra mondiale, a Roma: nel 1942-1943 giocò in Prima Divisione con le riserve dei Vigili del Fuoco.
Nel 1947 fu ingaggiato dall'Alessandria, con cui debuttò in Serie A il 25 aprile 1948, in Alessandria-Modena 0-0; la squadra retrocesse al termine della stagione, e Delaude vi militò ancora un anno, tra i cadetti, prima di passare al Crotone e poi all'Acireale, in Serie C.

## Statistiche

### Presenze e reti nei club
| Stagione           | Squadra            | Campionato         | Campionato | Campionato |
| Stagione           | Squadra            | Comp               | Pres       | Reti       |
| ------------------ | ------------------ | ------------------ | ---------- | ---------- |
| 1942-1943          | Vigili del Fuoco   | 1ª Div.            | ?          | ?          |
| 1947-1948          | Alessandria        | A                  | 7          | 0          |
| 1948-1949          | Alessandria        | B                  | 2          | 0          |
| Totale Alessandria | Totale Alessandria | Totale Alessandria | 9          | 0          |
| 1949-1950          | Crotone            | C                  | ?          | ?          |
| 1950-1951          | Acireale           | C                  | ?          | ?          |
| Totale carriera    | Totale carriera    | Totale carriera    | 9+         | 0+         |